# Bobrykowszczyzna
Bobrykowszczyzna (lit. Babrukiškės) − wieś na Litwie, w rejonie wileńskim, 6 km na wschód od Duksztów, zamieszkana przez 13 ludzi. Przed II wojną światową w Polsce, w powiecie wileńsko-trockim województwa wileńskiego.